# Estadio Achille Hammerel
El Estadio Achille Hammerel es un estadio de fútbol ubicado en Ciudad de Luxemburgo y actualmente es la sede del Racing FC Union Luxembourg.

## Historia
Fue inaugurado en 1950 y el 6 de junio de 1971 fue sede del evento musical Rock-Open-Air-Konzert donde estuvo el grupo Deep Purple entre los participantes.
Hasta 2005 fue la sede del desaparecido Union Luxembourg.